# Кондратевский, Сергей Михайлович
Сергей Михайлович Кондратевский (Шурыга) (3 сентября 1965, Шептаки, Черниговская область — 26 сентября 2023) — украинский предприниматель, политик, общественный деятель. Народный депутат Украины III созыва.

## Биография
В 1982—1983 годы работал учеником фрезеровщика, затем фрезеровщиком ПО «Свема», г. Шостка. 
С 1985 по 1986 год служил в Советской Армии.
В 1989 году окончил Харьковский государственный институт культуры; в 1997 году — Таврический институт предпринимательства и права.
В 1991—1996 годы — председатель кооператива «Юниор», председатель правления Крымского коммерческого церковного банка, генеральный директор «Торгового дома Кондратевских», г. Севастополь. В 1993-1994 годах организовывал и проводил в Севастополе музыкальный фестиваль «Звёздный прибой». В 1994 году баллотировался в мэры Севастополя, но не был избран. В 1996—1998 годы — депутат Верховного Совета Крыма II созыва. С апреля 1998 года по май 2002 года — Народный депутат Украины III созыва, член Комитета по вопросам строительства, транспорта и связи. 20 июля 2002 года арестован в России по обвинению в расхищению государственной собственности (ст 86 прим. УК Украины в редакции 1965 года). 23 ноября 2005 года Апелляционный суд Севастополя изменил ему меру пресечения с заключения под стражу на личное поручительство. В 2005—2006 годах — ректор Социально-экономического университета г.Севастополь». В 2008—2010 годах — директор Благотворительного фонда Сергея Куницына.
Лидер общественной организации «Русский политический форум Севастополя».

## Награды
- Почётная грамота Кабинета министров Украины (март 2002 года).